# بلاسينثيا دي خالون
بلدية بلاسينثيا دي خالون (بالإسبانية: Plasencia de Jalón) هي بلدية تقع في مقاطعة سرقسطة التابعة لمنطقة أراغون شمال شرق إسبانيا.

## الديموغرافيا
بلغ عدد سكان بلدية بلاسينثيا دي خالون 389 نسمة عام 2011 (وفقاً للمعهد الوطني الإسباني للإحصاء).
| 361 | 367 | 371 | 367 | 363 | 404 | 389 |